# Darmštatij
Darmštatij je kemijski element atomskog (rednog) broja 110 i atomske mase 281. U periodnom sustavu elemenata predstavlja ga simbol Ds.
{\displaystyle {208 \atop 82}\mathrm {Pb} +{62 \atop 28}\mathrm {Ni} \quad \rightarrow \quad {269 \atop 110}\mathrm {Ds} +{1 \atop 0}\mathrm {n} \;}
Ime je dobio po gradu gdje je istraživan Darmstadtu. Prije se taj element nazivao ununnilijem. Naziv mu je određen slijedeći jezičnu tradiciju i jedinstveni kriterij pisanja eponima (ajnštajnij). U hrvatskoj literaturi susreće se i naziv darmstadij.